# پناهگاه افراد بی‌خانمان

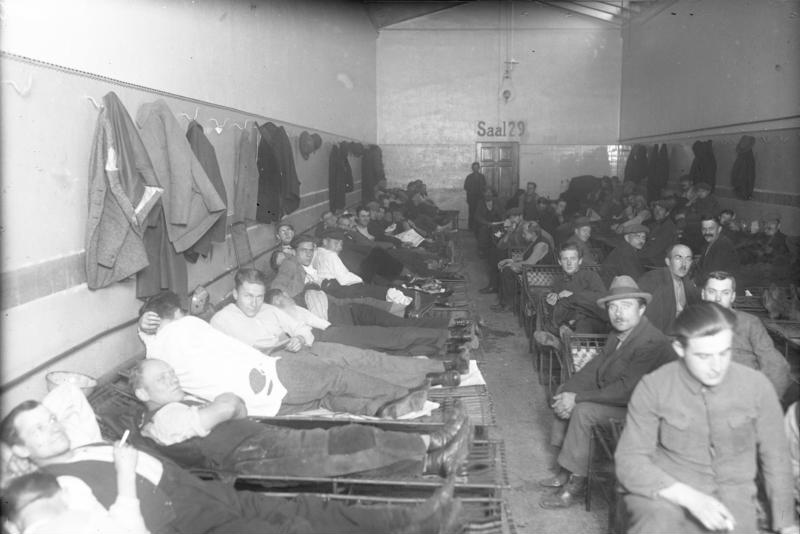
یک پناهگاه افراد بی‌خانمان

پناهگاه افراد بی‌خانمان محلی است که به افراد بی‌خانمان سرپناه موقت ارائه می‌دهد. هدف از ایجاد این پناهگاه‌ها آن است که هم افراد بی‌خانمان سرپناهی امن داشته باشند و از خوابیدن در خیابان و عواقبی که از نظر امنیت و سلامت برایشان دارد به دور بمانند، و هم تاثیر اجتماعی افراد بی‌خانمان بر جامعهٔ پیرامون‌شان کنترل بشود.